# Mort-vivant

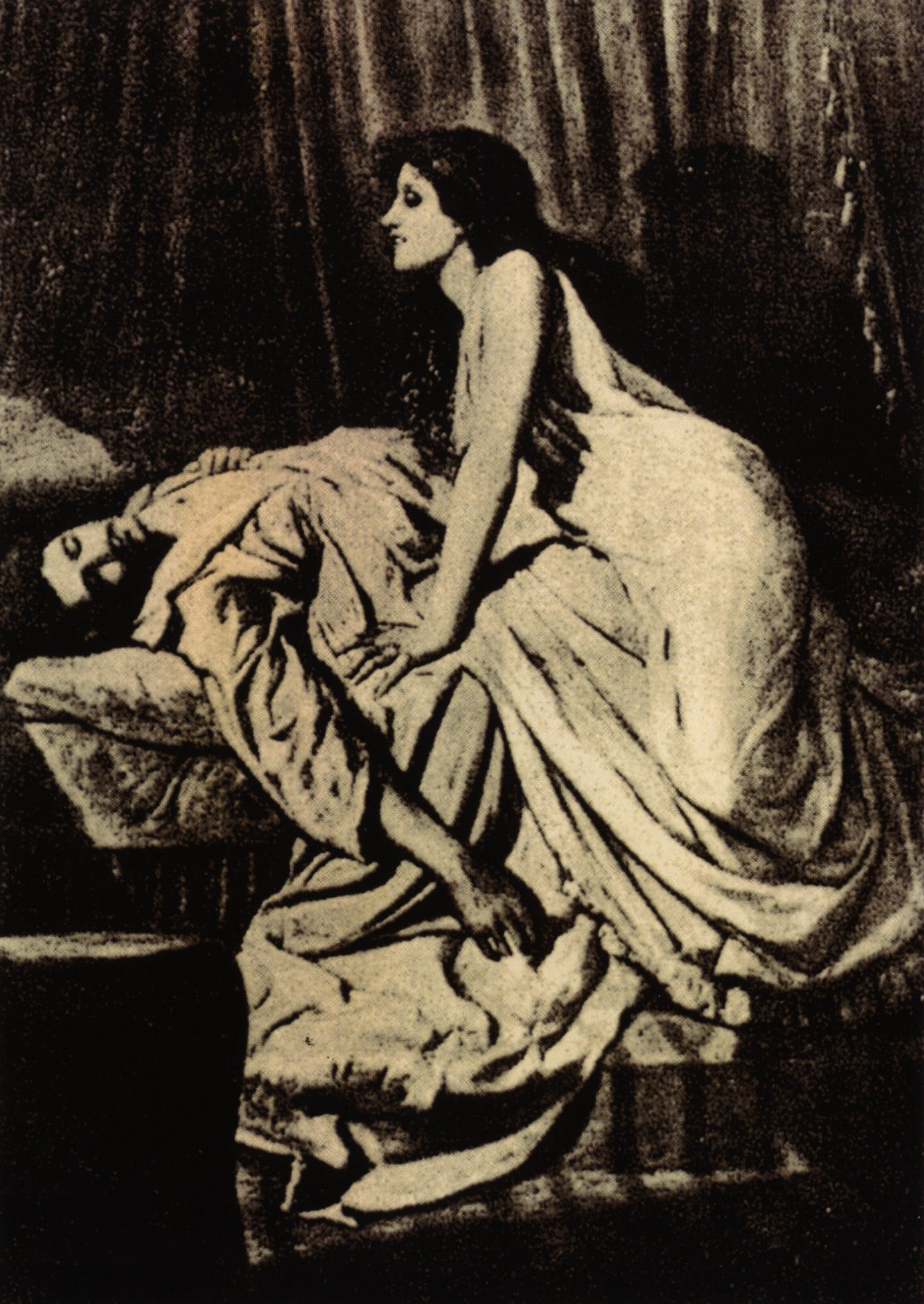
Philip Burne-Jones, The Vampire, 1897

Un mort-vivant est, dans la culture populaire, un être mort mais qui continue à s'animer, que ce soit sous l'effet de sa propre volonté ou non. On distingue deux grandes catégories de morts-vivants, les cadavres réanimés et les esprits de personnes mortes qui se manifestent. Les cadavres réanimés possèdent encore leur corps, par opposition aux esprits, spectres et fantômes, qui peuvent être morts mais ne possèdent plus ce dernier, et sont donc parfaitement intangibles. Des morts-vivants de tous les types sont répertoriés dans la plupart des croyances, dont la symbolique a été reprise pour les œuvres modernes. Le mort-vivant forme un thème populaire des romans et des films d’horreur, ainsi que de jeux de rôle. Les vampires ont vu une abondante littérature et filmographie leur être consacrée.
Bram Stoker considérait le titre The Un-Dead (littéralement : le non-mort ou le mort-vivant) comme le titre original de son roman Dracula, publié en 1897. L'usage de ce terme dans ce roman traduit dans de nombreuses langues est en grande partie responsable du sens moderne du mot « mort-vivant ». Le nom de mort-vivant s'appliquait à l'origine uniquement aux vampires, mais le sens s'est étendu à de nombreuses autres créatures surnaturelles au fil du temps.

## Définition
Le terme de mort-vivant fait référence à un être plongé dans un état intermédiaire entre la vie et la mort, et qui subsiste tant bien que mal sous cette forme précaire. Le mort-vivant n'aurait ni vie, ni identité. C'est l'idée d'un passage de la vie à la mort qui ne peut se manifester. La manifestation du mort-vivant peut se faire par le biais d'un corps physique à l'état de cadavre, ce qui est le cas des zombies ou des squelettes, ou celui d'un corps immatériel, ce qui est le cas des fantômes et autres âmes en peine, qui sont des esprits persistants de personnes mortes. Il s'agit cependant de différencier les deux sens de mort-vie : certaines créatures sont des personnes auparavant bien vivantes, mais déchues à l'état de morts-vivants à la suite d'un événement particulier (vampires, liches, goules ...) tandis que les autres sont des personnes décédées, puis revenues à la vie de façon incomplète par l'intermédiaire de la magie (fantômes, momies, squelettes...). Les zombies, quant à eux, sont déchus de toute socialisation, ne reconnaissent plus personne et n'ont plus de personnalité.

On considère qu'au sens strict, la définition ne s'applique qu'aux morts ressuscités (Morts redevenus partiellement vivants), plongés dans un état de déliquescence qui les rend non responsables de leurs actes. Les vivants corrompus que sont les vampires et les liches s'apparentent davantage à des créatures démoniaques, car ils ont accompli un rite et conclu un pacte avec les puissances occultes en toute connaissance de cause.
La question des morts-vivants implique l'idée de science et de magie selon Marcel Mauss. En effet, pour transformer les gens en zombies, il faut leur donner un sort et celui-ci ne peut pas être donné n'importe comment et par n'importe qui. Il s'agit de voler l'âme de la personne. Les zombies dans notre imaginaire sont une menace car le zombie occidental mange l'homme alors que le zombie magique sert l'homme puisqu'il est dépourvu de toute volonté.
Les morts-vivants ne ressentent généralement plus la douleur, manifestent des facultés surnaturelles (invulnérabilité aux attaques non rituelles, insensibilité à la fatigue...), tandis que leurs intentions sont presque toujours hostiles aux vivants. Les vampires sont ainsi connus pour s'abreuver du sang de leurs victimes pour se maintenir en état de mort-vie, les liches répandre des maléfices, les fantômes hanter les lieux de leur passé, et les zombies se nourrir de chair humaine.

### Goule
La goule est issue du folklore arabe et perse, elle apparaît dans les contes des Mille et Une Nuits et forme une classe de djinn, comme les éfrits par exemple, vue comme engeance du diable, Iblis. Les goules changent de forme en prenant le plus souvent l'apparence d'une hyène ou d'une femme, mais sont reconnaissables à leurs pieds fourchus, seul élément constant de leur apparence.
Même si elle n'est pas elle-même un mort-vivant, on la classe dans cette catégorie du fait de ses capacités à absorber les souvenirs des cadavres qu'elle dévore et prendre leur apparence, donnant ainsi une fausse impression de résurrection (idée popularisée par H. P. Lovecraft dans l’Appel de Cthulhu). De façon plus anecdotique, Paul Féval décrit la goule comme la femelle du vampire dans son livre La Vampire (1856), mais cette idée est tombée en désuétude.

### Liche

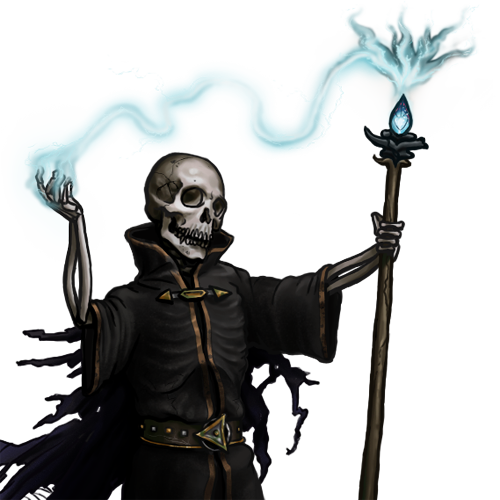
Liche

La liche est issue de la littérature et des jeux fantastiques ; il s'agit d'un sorcier mort qui se maintient dans un état de mort-vie grâce à ses pouvoirs magiques. C'est traditionnellement une créature maléfique, hautement intelligente, autonome et surtout, très puissante. La transformation d'un sorcier en liche peut se faire pour des raisons diverses, pas toujours maléfiques. On fait une distinction importante entre les liches, créatures douées de volonté, et de simples zombies ou squelettes morts-vivants qui n'ont pas choisi leur sort, et qui n'ont plus aucune volonté propre. Ces derniers sont en général utilisés comme des esclaves, ou des marionnettes, par un nécromancien qui les manipule de manière plus ou moins consciente.

### Momie
Une momie est, à l'origine, un cadavre qui a été préservé de la destruction et de la putréfaction pour des raisons naturelles ou par des techniques humaines. Dans la culture populaire, les momies s’animent, généralement pour punir les profanateurs de leur tombe.
A noter que le degré de conscience de soi d'une momie varie d'un média à l'autre, et dépend de son degré de momification. Les mieux préservées restent douées de raison, et sont capables d'interagir avec les vivants. À l'inverse, celles momifiées avec moins de soin se comportent plutôt tels des zombies, gémissant et claudiquant les bras en avant à la poursuite des intrus. Cette différence est clairement mise en scène dans le film La Momie: celle d'Imhotep est saine d'esprit, mais les serviteurs qu'il invoque à partir des cendres de leurs jarres sont dépourvus de volonté propre et obéissent aveuglément aux ordres magiques.

### Squelette
Un squelette est un mort-vivant qui a perdu toute sa chair putréfiée, ses os se maintenant par la magie ou un autre phénomène mystique. Par défaut, le terme désigne un squelette humain. Cette créature se retrouve fréquemment dans les histoires en rapport avec l'horreur, le surnaturel ou l'aventure fantastique. Ils sont particulièrement courants dans le domaine de la fantasy, où ils sont des ennemis récurrents peu difficiles à vaincre. En général, ce sont des squelettes de personnes mortes qui sont animées par des nécromanciens.

### Vampire
Les vampires sont issus de divers folklores et superstitions populaires, ils se nourrissent du sang des vivants afin d'en tirer une force vitale. La légende des vampires puise ses origines dans des traditions mythologiques anciennes et l'on retrouve des êtres légendaires dotés de caractéristiques vampiriques dans toutes sortes de cultures à travers le monde. Le vampire fut popularisé en Europe au début du XVIIIe siècle et émergea plus spécifiquement en Europe orientale, particulièrement dans les Balkans où ils étaient dépeints comme des revenants en linceul qui, visitant leur aimée, causaient mort et désolation dans le voisinage. À la même époque, le bénédictin lorrain Augustin Calmet, décrit le vampire comme un « revenant en corps », se distinguant ainsi des revenants immatériels tels que les fantômes ou esprits.
Le personnage plus charismatique et sophistiqué du vampire des fictions modernes est apparu avec la publication en 1819 du livre The Vampyre de John Polidori dont le héros mort-vivant fut inspiré par Lord Byron dont Polidori était le médecin personnel. Le livre remporta un grand succès mais c'est l'ouvrage que Bram Stoker écrivit en 1897, Dracula, qui reste la quintessence du genre, établissant une image du vampire toujours populaire de nos jours dans les ouvrages de fiction, même s'il est assez éloigné de ses ancêtres folkloriques dont il ne conserve que peu des spécificités originelles.

### Zombie
Les zombies, dont le nom désigne à l'origine des revenants propres au folklore lié au vaudou Haïtien, sont décrits dans les films d'horreur et de nombreux jeux vidéo comme des cadavres qui s’animent par un procédé magique, religieux, scientifique, ou de nature inconnue. On trouve aussi le concept d'infection ou de pandémie atteignant les humains et les métamorphosant en zombies. Ils sont manipulés par un démiurge extérieur ou leur seul désir est de tuer pour dévorer de la chair humaine. On considère le zombie comme un être social inférieur, incapable de réfléchir, de prendre des décisions, de reconnaître les personnes. À partir de ces deux concepts différents de zombies, il est important d'en conclure que le zombie magique n'a qu'une fonction de serviteur, alors que le zombie dans les pensées occidentale est un être qui se nourrit des hommes et donc vu comme dangereux pour la société. Contrairement aux vampires qui ont généralement l'allure d'hommes normaux, ils arborent divers stigmates laissés par la décomposition, voire continuent de pourrir après leur réanimation.
Le fait de rendre quelqu'un zombie est l'action de zombifier. L'action en elle-même se nomme donc zombification. La zombification est un sort vaudou qui vient des systèmes de croyances d'Afrique.Pour zombifier quelqu'un il faut être spécialiste, il faut un sorcier qui va avoir des informations concernant la personne qu'on veut transformer en zombie. Celui-ci va devoir la tuer sans vraiment la tuer puisqu'il faut qu'elle soit morte-vivante. On va lui faire absorber une potion, un liquide qui va permettre de donner à la victime tous les signes de la mort. On va donc l'enterrer et devoir procéder très rapidement par la suite c'est-à-dire la déterrer la nuit après son enterrement sinon il est trop tard. La victime va vouloir reprendre vie donc il va falloir la sortir du cercueil et l'attacher à la taille, la mettre à l'envers pour que le cerveau soit irrigué à nouveau, et la frictionner pour qu'elle se réveille. On lui donne un nouveau nom et le zombie est prêt à servir son maître.[réf. nécessaire]

### Fantôme
Forme la plus précaire de mort-vivant, les fantômes ne sont que la manifestation immatérielle de l'esprit de personnes décédées qui continue d'errer ici-bas. La plupart des gens sans les capacités sensorielles adéquates ne peuvent les percevoir.
On distingue cependant une sous-catégorie de fantômes hostiles au vivant, appelés « spectres », qui continuent de hanter les lieux de leur vie passée, et tourmentent les vivants qui viennent les troubler. Les poltergeist, ou esprits frappeurs, ont même la capacité d'interagir physiquement avec leur environnement, et attaquent les occupants des lieux en lançant des objets.

### Autres créatures légendaires
D'autres créatures ont eu moins de succès dans la culture populaire, qui a largement repris les zombies et les vampires, bien qu'elles possèdent aussi les attributs des morts-vivants :
- les Draugr, équivalents scandinaves des fantômes ;
- les Jiangshi, équivalents chinois des zombies ;
- les Ahkiyyini de la mythologie inuit ;
- les Vetâlas de l'hindouisme, qui apparaissent notamment dans Les Contes du vampire (XIe siècle) ;
- les Wendigo de la mythologie Amérindienne sont plus ou moins des morts-vivants. Ils naissent lorsqu'un être humain s'adonne au cannibalisme dans certaines régions où l’esprit du wendigo est présent. Quand la personne va dévorer un de ses semblables, il va devenir un être difforme qui tue tout ce qui bouge sauf ses congénères. Leurs apparences varient selon les versions mais ils sont souvent décrits comme squelettiques ou en putréfaction ou avec des cornes.

### Créatures spécifiques à un univers particulier (de fiction)
- Les Inferi dans Harry Potter.
- Les Shibitos dans la série Forbidden Siren : zombies ayant des souvenirs de leur vie antérieure.
- Les Nazgûl dans Le Seigneur des anneaux.
- Les Floods dans la saga de jeux vidéo Halo[7].
- Les nécromorphes, des cadavres humains ressuscités par un corps viral extraterrestre dans Dead Space (jeu vidéo)
- Les chevaliers de la mort du jeu vidéo World of Warcraft, de preux chevaliers de la lumière transformés par la haine et la vengeance en chevaliers ténébreux porteurs de runes de mort et de destruction et soumis à la volonté du Roi-Liche Arthas dans la seconde extension qui a pour nom « Wrath of The Lich King » (La colère du Roi Liche).
- Les Ghost Riders, dans certains scénarios comme celui des films, sont des personnes normales qui ont conclu un pacte avec le diable faisant d'eux ses serviteurs de leur vivant. Bien qu'ils soient techniquement toujours en vie, ce n'est qu'un sursis, car le diable peut les révoquer de leur fonction selon son bon vouloir, et donc les tuer instantanément en récupérant leur âme.
- Dans Naruto, les corps de Pain sont en réalité des cadavres de ninjas que Nagato manipule par l'intermédiaire de Jutsu. De même, les corps empaillés que Sasori utilise comme marionnettes de combat sont toujours imprégnés du type de chakra de leur vivant, de sorte qu'une part d'eux continue d'exister. Enfin, la technique de Résurrection des morts inventée par Orochimaru permet de faire revenir à la vie un ninja, en le contrôlant comme un zombie (cela nécessite toutefois le support du corps d'un vivant, sacrifié pour l'occasion).
- Dans la série des Middle-Earth: Shadow of, Talion est un gardien gondorien de la Porte Noire tué lors d'une attaque d'Uruks. Cependant, au moment du rituel de son exécution, le fantôme de Celebrimbor suspend le cours de sa mort afin de lui donner l'occasion de se venger. Talion devient donc une sorte de spectre soldat immortel, ressuscitant chaque fois qu'il tombe au combat. Il demeure en vie tant que le fantôme de Celembrimbor l'habite, mais son hémorragie au cou reprend si l'elfe l'abandonne. Dans le second opus, il s'empare de l'anneau de pouvoir d'Isildur, et finit par devenir un Nazgûl.
- Dans la saga des Chucky, un exemplaire de poupée « Brave Gars » est possédé par l'esprit d'un tueur du nom de Charles Lee Ray, qui y a transféré son âme via un rite vaudou au moment de sa mort. Il est ressuscité plusieurs fois tout au long des films, parfois dans des exemplaires différents.
- Dans la saga The Gingerdead Man, le bonhomme de pain d'épices tueur est en réalité un assassin du nom de Millard Findlemeyer. Après avoir été exécuté sur la chaise électrique, sa mère collecte ses cendres pour les mélanger avec une pâte de pain d'épices qui sera utilisée plus tard dans la boulangerie de ses anciennes victimes pour fabriquer un gigantesque bonhomme de pain d'épices. A la suite d'un malencontreux enchainement de circonstances, Millard est ressuscité dans le corps du biscuit anthropomorphe.
- Dans la série Game of Thrones, l'Armée des morts est composée de personnes et d'animaux morts dont le corps n'a pas été brûlé et a été réanimé par le Roi de la nuit, le chef des Marcheurs blancs.
- Jason Voorhees dans la saga Friday the 13th ( à partir de Vendredi 13, chapitre VI : Jason le mort-vivant).
- Les cibles d'un Death Note, du manga du même nom, se retrouvent dans un état entre la vie et la mort lorsqu'elles sont sous l'emprise du cahier. Toute personne dont le nom y est écrit meurt inévitablement moins d'un mois après. Le rédacteur peut détailler une suite de consignes que sa victime exécutera tel un zombie avant son décès.
- Dans la Nuit au musée, tous les mannequins et diverses figurines exposés dans le musée prennent une apparence de vie sous l'effet de la tablette d'Ahkmenrah. Les mannequins de personnages historiques se retrouvent ainsi avec les souvenirs possédés par leurs homologues réels à l'âge auquel ils sont représentés, revivant la scène de leur hall d'exposition. Cela s'apparente à une résurrection par duplication d'un point de vue extérieur.
- Dans la saga Pirates des Caraïbes, l'équipage du Black Pearl tant qu'il est soumis à la malédiction du Trésor inca, et ceux du Hollandais volant et du Silent Mary de manière permanente, ne relèvent plus du monde des vivants, étant désormais insensibles aux coups d'épée et aux balles. À noter que les marins du Black Pearl sont des vivants maudits, ceux du Hollandais volant sont des marins morts en mer qui, en temps normal, aident leurs confrères à trouver le chemin de l'Au-delà (excepté sous le commandement de Davy Jones, qui jette la malédiction sur son navire en délaissant sa mission sacrée), ceux du Silent Mary ont subi le sort réservé à tous les marins qui périssent dans le Triangle du Diable.

## Ésotérisme
Le terme de « deux fois né » recouvre aussi l’appellation du dieu Dionysos et des initiés de la tradition dionysiaque.

## Dans la culture populaire
Les morts-vivants sont des adversaires populaires dans de nombreuses œuvres en rapport avec l'horreur. Ils figurent en bonne place dans de nombreux jeux de rôle, jeu de rôle sur ordinateur, MMORPG et jeux de stratégie. Dans de tels jeux, des règles spéciales sont souvent utilisés pour combattre les morts-vivants.
Dans Donjons et Dragons et d'autres systèmes similaires, les prêtres ou clercs sont avantagés pour combattre les morts-vivants et peuvent tenter de repousser ou d'anéantir ces entités en invoquant leur divinité ou en canalisant « l'énergie positive » (énergie de la vie qui anime et guérit les créatures vivantes, et qui est l'antithèse de l'énergie négative, qui anime et guérit créatures mortes-vivantes.) Cela force les morts-vivants à s'éloigner de l'ecclésiastique, les clercs puissants sont capables de détruire complètement les plus faibles créatures mort-vivantes avec cette capacité. Bien que l'acte de repousser les morts-vivants se base essentiellement sur la foi, un symbole sacré est habituellement exigé en tant que pôle de puissance divine invoquée. Les clercs servant les dieux du mal peuvent prendre le contrôle des morts-vivants de la même façon, au moyen de la nécromancie.
Dans Donjons et Dragons et autres jeux tels que Final Fantasy , les morts-vivants, peuvent être blessés en utilisant des effets magiques qui guérissent les êtres vivants normaux.
Dans les jeux vidéo tels que World of Warcraft, les morts-vivants gagnent des avantages qui viennent de leur état de morts-vivants, tels que l'immunité aux maladies, à la peur, au contrôle mental, à certaines blessures, au poison, et une foule d'autres effets, qu'ils soient physiques ou mentaux, et qui ne s'appliquent pas à des êtres à chair vivante.
Des personnages morts-vivants apparaissent dans de nombreux rôles, généralement comme horde d'opposants (zombies ou squelettes). Certains jeux proposent des morts-vivants comme personnages jouables, comme Vampire : la Mascarade et World of Warcraft . D'autres, comme Diablo 2 , permettent au joueur de prendre le rôle d'un Nécromant et d'élever des morts-vivants à partir de cadavres.